# گربه ببری جنوبی
گربهٔ ببری جنوبی یا تایگرینای جنوبی (نام علمی: Leopardus guttulus) یک گونه از گربه‌ایان وحشی کوچک بومی برزیل، آرژانتین و پاراگوئه است.

## طبقه‌بندی
Felis guttula نام علمی بود که در سال ۱۸۷۲ توسط رینالد هنسل هنگام توصیف گربهٔ ببری از جنگل‌های ریو گرانده جنوبی در جنوب برزیل استفاده شد.
این جانور، مدت‌ها به‌عنوان یک زیرگونه از ببرک(Leopardus tigrinus) در نظر گرفته می‌شد. اما در سال ۲۰۱۳ به‌عنوان یک گونه متمایز شناخته شد.
این گربه، نزدیک به گربه جفروی (L. geoffroyi) است که طبق گزارش‌ها در جنوب برزیل با آن دورگه شده‌است.

## ویژگی‌ها
گربهٔ ببری جنوبی دارای پوشش بدنی زرد مایل به اخرایی با خال‌های مشکی باز است. این گربه، کمی تیره‌تر از ببرک است، دارای خال‌های بزرگ‌تر و دم کمی کوتاه‌تر است. با این‌حال، تمایز بین این دو گونه، تنها از نظر ظاهری، بسیار دشوار است. یک گربهٔ ببری جنوبی بالغ، بین ۱٫۹ و ۲٫۴ کیلوگرم (۴٫۲ و ۵٫۳ پوند) وزن دارد.

## پراکندگی و زیستگاه
گربهٔ ببری جنوبی از مرکز تا جنوب برزیل در ایالت‌های میناز ژرایس و گوییاس در جنگل‌های اطلس، شرق پاراگوئه و شمال شرقی آرژانتین در ارتفاعات زیر ۲٬۰۰۰ متر (۶٬۶۰۰ فوت) یافت می‌شود. برآورد می‌شود که این جمعیت، حدود ۶٬۰۰۰ فرد بالغ را شامل می‌شود. این جانور، در جنگل‌های باران‌خیز استوایی و نیمه‌گرمسیری، جنگل‌های کاج برگ‌ریز و مختلط، ساواناهای باز و پوشش گیاهی ساحلی زندگی می‌کند.

## رفتار و بوم‌شناسی
گربهٔ ببری جنوبی، پستانداران کوچک، پرندگان و مارمولک‌ها را شکار می‌کند. میانگین وزن طعمه‌های این گربه‌سان، کمتر از ۱۰۰ گرم (۰٫۲۲ پوند) است اما طعمه‌های آن همچنین شامل طعمه‌های بزرگ‌تر تا ۱ کیلوگرم (۲٫۲ پوند) می‌شود.
در سال ۲۰۱۵، دو گربهٔ ببری جنوبی برای نخستین بار در جنگل‌های اطلس، هنگام یادگیری مهارت‌های شکار و در اختیار گرفتن یک لانه، ثبت شد. در این گربه‌ها، مادر، نقش مهمی در آموزش شکار و زنده ماندن در طبیعت به توله‌هایش دارد.

## تهدیدها
به‌دلیل تجارت خز، گربهٔ ببری جنوبی به‌شدت مورد استفاده قرار گرفته و تعداد زیادی از آن‌ها نابود شدند. امروزه اما بزرگ‌ترین تهدیدها برای گربهٔ ببری جنوبی عبارت‌اند از: نابودی زیستگاه و جنگل‌زدایی، شکار توسط مردم محلی، کشتار در جاده‌ها، بیماری‌های منتقل‌شده از سگ‌های خانگی و ایجاد مسمومیت توسط انسان، با استفاده از جوندگان.

## حفاظت
در حال حاضر، تلاش‌هایی برای درک بهتر اکولوژی، تکامل و ژنتیک گربهٔ ببری جنوبی برای سازماندهی یک راهبرد حفاظتی موثرتر برای این گونه در حال انجام است. علاوه بر این، پژوهش‌های بیشتری برای درک بهتر تفاوت‌های ویژه بین گربهٔ ببری جنوبی و ببرک در حال انجام است. شکار این گونه در آرژانتین، برزیل و پاراگوئه ممنوع است.

## فرگشت
تصور می‌شود که گسترش جمعیتی این جانور، به‌دنبال آخرین بیشینه یخچالی (۲۰٬۰۰۰ سال پیش) منجر به گونه‌زایی ناهمجا در گربهٔ ببری جنوبی شده‌است.